# Žít Brno

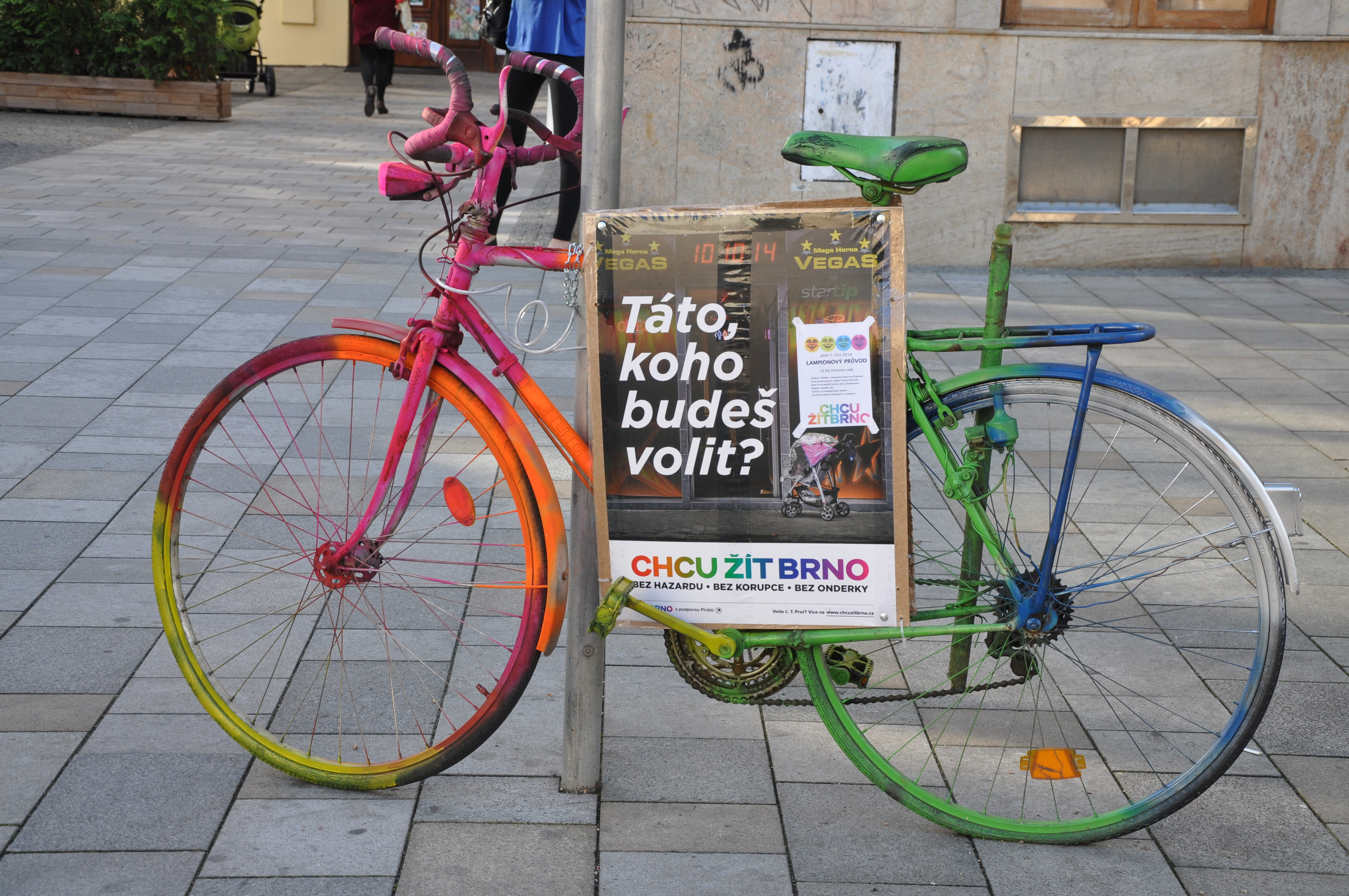
Jízdní kolo, součást kampaně Žít Brno před komunálními volbami v roce 2014

„Žít Brno“ je politické hnutí a původně recesistická občanská iniciativa provozující stejnojmenný satirický aktivisticko-publicistický web, který reagoval na veřejné dění v Brně a na jižní Moravě, zejména v územní samosprávě. Od svého vzniku v roce 2011 se hnutí kriticky vyjadřovalo především k politice brněnského magistrátu vedeného „velkou koalicí“ ČSSD a ODS v čele s primátorem Romanem Onderkou. Hlavní tváří hnutí byl hudebník a občanský aktivista Matěj Hollan.

## Vznik iniciativy

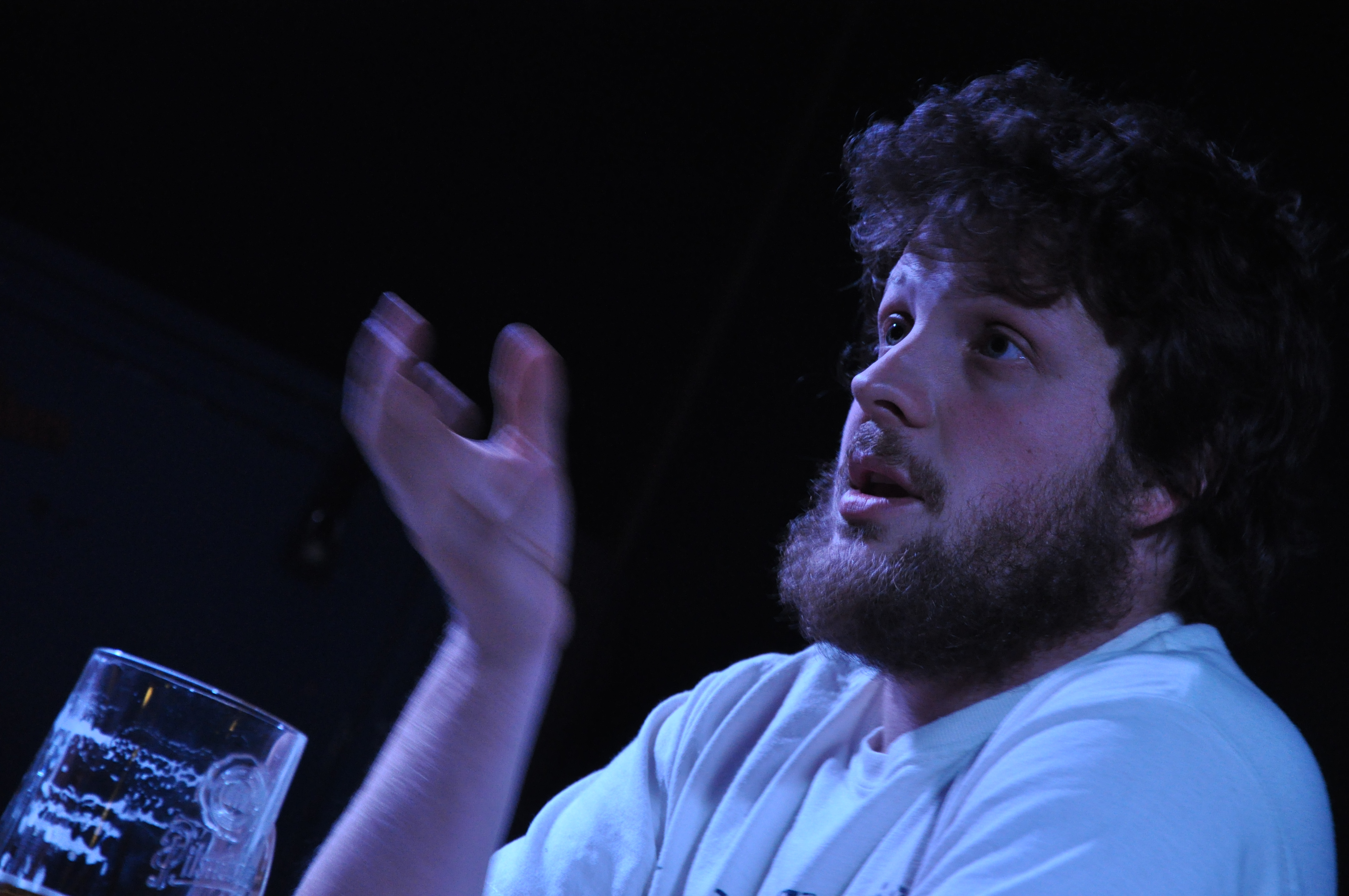
Matěj Hollan v roce 2012

Původní web vznikl jako reakce na studii o identitě města Brna, kterou v roce 2010 schválila rada města. Podle studie navrhla bratislavská společnost Corporate Consulting Group v březnu 2010 slogan, jímž by se Brno mělo stát pro turisty i investory snáze zapamatovatelné. Slogan zněl „Žít Brno“ a údajně měl v sobě obsahovat typicky brněnské hodnoty „Bezpečnost, Rozvoj, Nápaditost a Otevřenost“.
I přes kritiku obsahové vyprázdněnosti nebo jazykové nesprávnosti byl slogan 30. března 2010 radou města schválen a publikován.
Město si však nezaregistrovalo příslušnou doménu Zitbrno.cz a předběhl je novinář Michal Kašpárek. Přibližně rok zůstávala doména bez většího využití a když o ni město neprojevilo zájem do doby, kdy mělo dojít k dalšímu ročnímu obnovení registrace, bylo do hospody Na Božence svoláno setkání skupiny lidí, kteří se poté začali věnovat jejímu naplňování obsahem. Mezi nimi byli mimo jiné aktivista Matěj Hollan či bývalý zastupitel Svatopluk Bartík.

### Web
Web byl spuštěn 1. srpna 2011 a následně vyšla tisková zpráva oznamující, že se jedná o oficiální stránky městské identity. Protože zpráva působila dojmem, že ji vydal tiskový mluvčí magistrátu, přejala ji i některá média, dřív než se situace vyjasnila. Mezitím město bez širší diskuse změnilo jednu z hodnot sloganu „Bezpečnost“ na „Blízkost“. V reakci na to vyšel na zitbrno.cz článek o záměru přejmenovat město na Krno, neboť se hodnota „Blízkost“ mění na městu údajně dosud chybějící „Koncepce“. Krno se stalo zejména mezi mladými lidmi známým pojmem a oblíbeným předmětem recesistických výstřelků. Skupina tvůrců webu si zaregistrovala i doménu Krno.cz.
Po tříměsíčním provozu měl web Zitbrno.cz měsíční návštěvnost přes 50 000 návštěvníků. Ačkoli používá nevážnou satirickou formu, předkládá a kritizuje seriózní témata z politického života města. Týdeník Respekt citoval jednoho z tvůrců: „V Brně vládne velká koalice a neexistuje opozice. My se jako jedni z mnoha snažíme mluvit za občanskou společnost.“

### Facebooková stránka

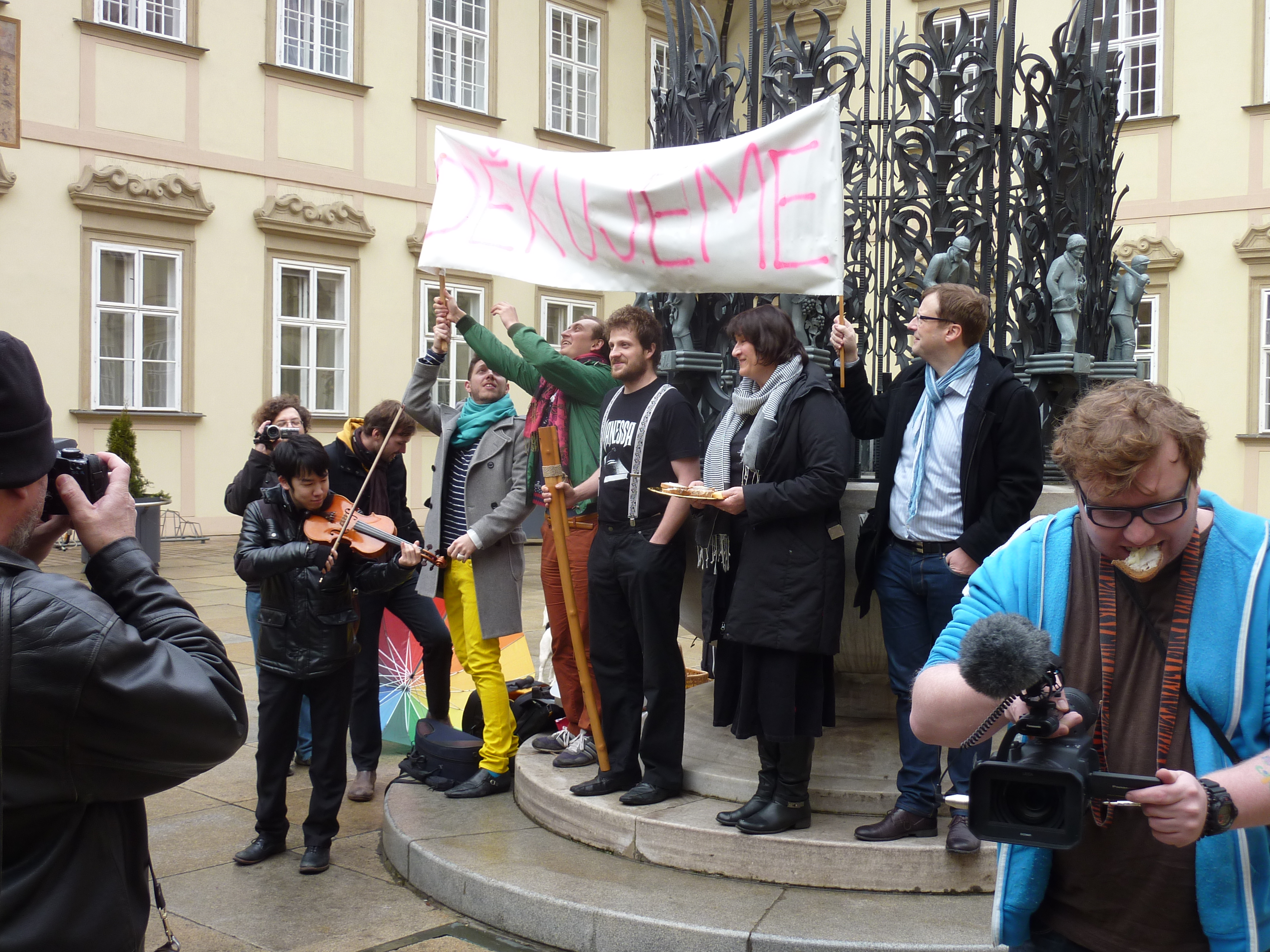
Ohlášení úmyslu vstoupit do politiky při happeningu na nádvoří nové radnice 11. února 2014

Jako podpůrný komunikační prostředek iniciativy vznikla i stejnojmenná stránka na sociální síti Facebook. Dne 8. února 2014 však byla z popudu Jakuba Geislera, vedoucího marketingového a ekonomického oddělení brněnského magistrátu, zablokována. Standardně uvedeným důvodem bylo „porušování práv v podobě práv autorských a známkových“. Do té doby měla stránka zhruba 17 000 fanoušků. Aktivisté vyjádřili domněnku, že jde o odvetný tah radnice za díl pořadu Troublemaker na Streamu, který informoval o webových stránkách sloužících k veřejnému připomínkování nového územního plánu. Vůči stránkám měl magistrát výhrady. Mluvčí magistrátu druhého dne potvrdila, že magistrát skutečně požádal Facebook o zrušení stránky z důvodu „porušování práv města Brna k ochranné známce a vydávání se za oficiální účty města Brna“.
Autoři iniciativy poté založili novou facebookovou stránku Žít Brno RIP, která během dvou dnů získala dvanáct tisíc fanoušků a o několik dní později překonala počtem fanoušků původní stránku.

## Politické hnutí

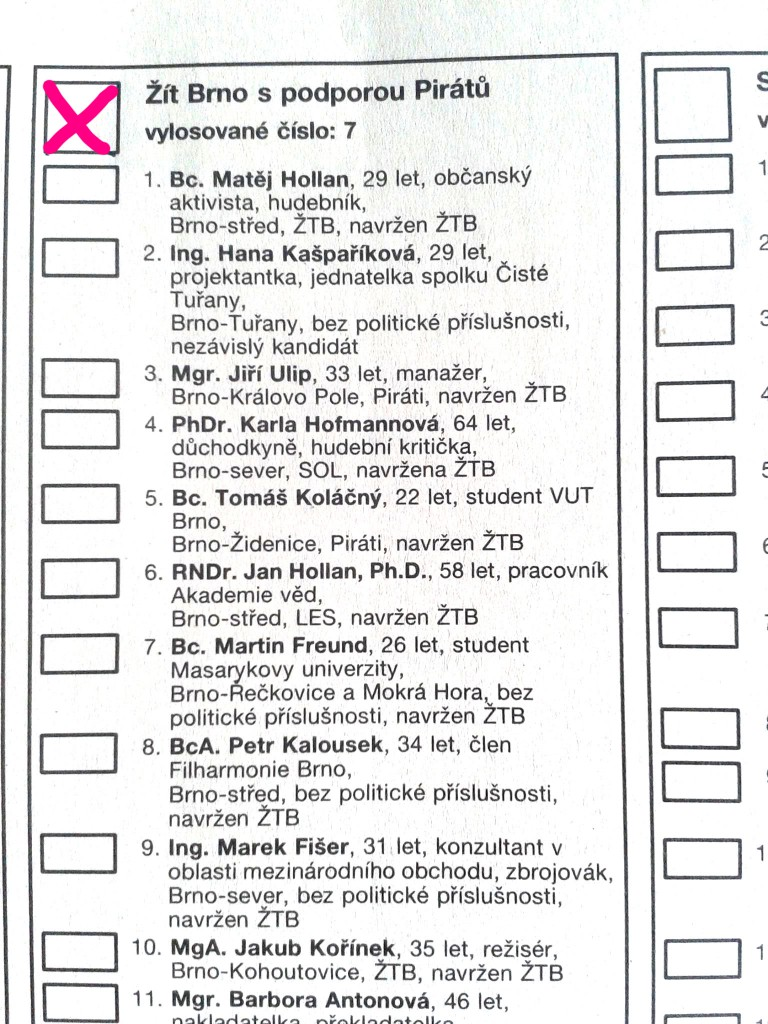
Kandidátka Žít Brno s podporou Pirátů ve volbách do zastupitelstva města Brna v roce 2014

V reakci na zrušení facebookové stránky z popudu magistrátu ohlásila iniciativa Žít Brno 11. února 2014 úmysl zaregistrovat se jako politické hnutí a kandidovat v nadcházejících komunálních volbách. Hollan později v rozhovoru uvedl, že již dříve si satirici byli vědomi omezených možností dalšího vývoje a své pozice toho, kdo jen reaguje na kroky radnice, s omezeným prostorem pro vlastní aktivní ovlivňování jejích rozhodnutí. Právě zrušení facebookové stránky však označil za rozhodující impuls ke vstupu do aktivní politiky. Jeden z původních zakladatelů Michal Kašpárek v květnu 2014 skupinu opustil.
Potřebných 1000 podpisů pro založení politického hnutí se podařilo sesbírat v průběhu několika dnů na začátku dubna 2014. Ministerstvo vnitra zaregistrovalo hnutí „Žít Brno“ se zkratkou ŽTB 25. června 2014. Předsedkyní hnutí byla jmenována překladatelka Barbora Antonová, prvním místopředsedou a lídrem kandidátky se stal Matěj Hollan, třetím členem předsednictva je Jan Jablunka. Krátce po podzimních komunálních volbách Hollan na dotaz Respektu vysvětlil, že není jejich záměrem vytvořit klasickou politickou stranu s členskou základnou, nýbrž pokračovat jako hnutí a založit think tanky s odborníky.

### Komunální volby 2014
Ve volbách do zastupitelstev obcí konaných v říjnu 2014 sestavilo hnutí kandidátku „Žít Brno s podporou Pirátů“ pro volby do zastupitelstva města Brna a kandidátku „Žít Brno“ pro volby do zastupitelstva městské části Brno-střed.
V souladu s výsledkem voleb do městského zastupitelstva připadlo hnutí za třetí nejlepší volební zisk 11,89 % hlasů celkem 7 z 55 mandátů; ve volbách do zastupitelstva městské části Brno-střed obsadilo hnutí první místo a se ziskem 17,52 % hlasů získalo nárok na 9 z 45 mandátů. Kandidátce hnutí do městského zastupitelstva udělili občané celkové množství 700 919 platných hlasů, což znamená podporu minimálně 12 744 voličů; v době konání voleb přitom měla stránka Žít Brno na Facebooku přes 24 tisíc fanoušků. Michal Kašpárek popsal volební úspěch, obzvláště v kontextu nízkorozpočtové kampaně jako výsledek mimořádného souběhu řady pochybení či nedostatků ze strany dosavadní radnice a shromáždění talentovaných členů či podporovatelů hnutí.
Lídr kandidátky Matěj Hollan v povolebních rozhovorech odmítl možnost koalice s dosavadním primátorem Romanem Onderkou (ČSSD) a s komunisty. Naopak deklaroval možnou spolupráci s hnutím ANO, Stranou zelených, KDU-ČSL a TOP 09. Výsledná brněnská koalice byla ve složení ANO, Žít Brno s podporou Pirátů, KDU-ČSL a Strana zelených. Matěj Hollan se stal náměstkem pro kulturu a Jiří Ulip (Piráti) se stal radním pro otevřenost a transparentnost.

### Další působení
Hnutí na svém sjezdu 26. června 2016 potvrdilo v předsednické funkci Barboru Antonovou i Matěje Hollana jako místopředsedu, přičemž nově zvolilo druhým místopředsedou starostu městské části Brno-střed Martina Landu. Ke dni sjezdu evidovalo celkem 21 členů.
Do podzimních krajských voleb 2016 se hnutí spojilo s TOP 09, lídrem společné kandidátky byl starosta Židlochovic Jan Vitula z TOP 09, Žít Brno obsadilo nejvýše třetí místo na kandidátce, a to místostarostou Sokola Brno I. Michalem Doleželem.

### Komunální volby 2018
Žít Brno oznámilo svoji kandidaturu dne 14. června 2018, přičemž stěžejními tématy se staly sociální a kulturní politika. V září 2018 vyhlásilo výzvu k sestavení kandidátky, která bude mít podle hnutí reálnou šanci vyhrát volby do Evropského parlamentu, ale nejmenovalo žádný subjekt ani jméno. V den výročí Invaze vojsk Varšavské smlouvy do Československa vyzvala předsedkyně Žít Brno Barbora Antonová k opuštění tzv.Visegrádské čtyřky. Lídryní hnutí pro komunální volby na podzim 2018 se stala Barbora Antonová. Dle Antonové chtělo jít Žít Brno do voleb opět s Piráty, tentokrát na kandidátce Pirátů, kteří mezitím zaznamenali celostátní úspěch při volbách do sněmovny. V primárkách Pirátů ale z hnutí Žít Brno uspěl jen Martin Freund, takže Žít Brno sestavilo svoji kandidátku. Ve volbách do zastupitelstva města Brna hnutí neuspělo, když získalo jen 4,09 % hlasů, což nestačilo k zisku mandátů. V zastupitelstvu městské části Brno-střed získalo hnutí 9,16 % hlasů a pět mandátů oproti původním devíti. Mandát na kandidátce Žít Brno získali Gabriel Kurtis, Petr Kalousek, Radim Horák, Martin Reiner a Jitka Hrabovská.

### Činnost 2018–2022
Po komunálních volbách v roce 2018 se činnost hnutí zmenšila, přičemž k datu 29. ledna 2021 byl na oficiální stránce hnutí program pro komunální volby 2018. Ve volbách do Evropského parlamentu v roce 2019 nedošlo k vytvoření jednotné kandidátky proti premiéru Andreji Babišovi, jak hnutí v září 2018 vyzývalo. V listopadu 2019 člen Žít Brno Martin Freund (spolu se Stranou zelených, Hnutím Idealisté a dalšími aktivisty) oznámil vytvoření spolku Otevřené Brno, jenž však v období koronavirové pandemie do roka nepředstavil tzv. plán B, jak avizoval. V krajských volbách v roce 2020 hnutí podpořilo Spolu pro Moravu (TOP 09, Strana zelených, Hnutí Idealisté, Moravské zemské hnutí a Liberálně-ekologická strana) a v Senátních volbách v obvodě 60 Brno-město (spolu se Zdeňkem Papouškem, Eliškou Wagnerovou nebo Jiřím Kadeřávkem) Annu Šabatovou.

### Komunální volby 2022
Před komunálními volbami v roce 2022 se členská základna brněnských Pirátů v anketě a v interní komunikaci vyjádřila, že preferuje samostatnou kandidaturu bez koaliční spolupráce. Společnou kandidátku tedy oznámili Strana zelených s některými členy Žít Brno a Hnutím Idealisté.